# Пшедбуж
Пшедбуж (пол. Przedbórz)  —  город  в Польше, входит в Лодзинское воеводство,  Радомщанский повят.  Имеет статус городско-сельской гмины. Занимает площадь 6,13 км². Население — 3835 человек (на 2004 год).
Во время Второй мировой войны, на территории города нацистами было организовано гетто. Практически все его узники были уничтожены в лагере смерти Треблинка.

## Персоналии
- Внук, Марьян (1906—1967) — польский скульптор, педагог, профессор (1949), ректор.
- Кунитцер, Юлиуш (1843—1905) — крупный промышленник.